# 清津港線
清津港線（チョンジナンせん）は、朝鮮民主主義人民共和国咸鏡北道清津市浦港区域にある清津青年駅から新岩区域にある清津港駅までを結ぶ鉄道路線である。

## 路線データ
- 路線距離：清津青年～清津港間2.0km
- 駅数：2（両端駅を含む）
- 軌間：1435mm
- 電化区間：全線（直流3000V）
- 複線区間：なし

## 概要
日本統治時代に建設された咸鏡線を原型としている。

## 駅一覧
- 駅所在地は全線咸鏡北道清津市内。

| 駅名                  | 駅名                  | 駅名                             | 駅間キロ (km) | 累計キロ (km) | 接続路線             | 所在地   |
| 日本語                | 朝鮮語                | 英語                             | 駅間キロ (km) | 累計キロ (km) | 接続路線             | 所在地   |
| --------------------- | --------------------- | -------------------------------- | ------------- | ------------- | -------------------- | -------- |
| 清津青年駅 (清津駅)   | 청진청년역 (청진역)   | Ch'ŏngjin Ch'ŏngnyŏn (Ch'ŏngjin) | 0.0           | 0.0           | 北朝鮮鉄道省：平羅線 | 浦港区域 |
| 清津港駅 (清津埠頭駅) | 청진항역 (청진부두역) | Ch'ŏngjinhang (Ch'ŏngjinbudu)    | 2.0           | 2.0           |                      | 新岩区域 |

## 参考資料
- 国分隼人（2007年）. 『将軍様の鉄道 北朝鮮鉄道事情』, 新潮社. ISBN 9784103037316